# Adam and the Ants
Adam and the Ants est un groupe britannique de punk rock, originaire de Londres, en Angleterre. Actif dans la fin des années 1970 et le début des années 1980. Il est l'un des groupes qui ont marqué la transition entre le punk rock des années 1970 et le courant new wave/post-punk. À partir de 1982, la formation prend le nom de son chanteur, Adam Ant, et, de groupe, se transforme rapidement en projet solo de celui-ci. Le groupe était considéré comme une blague parmi les aficionados du punk rock pendant les années 1970, mais son statut s'est considérablement amélioré depuis.

## Historique

### Débuts (1977–1980)
Le groupe, formé en 1977 à Londres, est composé originellement de Adam Ant, de son véritable nom Stuart Goddard, chanteur et leader du groupe, Lester Square à la guitare, Andy Warren à la basse et Paul Flanagan aux percussions et à la batterie. Le nom « Adam and the Ants » signifie littéralement « Adam et les fourmis » et « adamant » signifie « inflexible ». Lester Square quitte rapidement le groupe pour fonder The Monochrome Set. Il est remplacé par Mark Gaumont, avant la sortie de leur premier album Dirk Wears White Sox (1979, Do It Records). Le titre, qui signifie « Dirk porte des chaussettes blanches », serait une référence à l'acteur britannique Dirk Bogarde.
Ce premier opus est légèrement sombre, avec une connotation post-punk et quelques vestiges de glam rock. L'album n'étant pas un succès, Adam and the Ants demandent à Malcolm McLaren, manager des Sex Pistols, de redorer leur image. Entre autres, il leur fait porter des costumes inspirés par la mode du XVIIIe siècle. Néanmoins, une mutinerie, fomentée par Malcolm McLaren aura lieu au sein du groupe, et mettra fin au groupe (nommé aujourd'hui "pré-ant"). En effet, ce dernier a incité tous les membres du groupe à abandonner leur leader Adam Ant et ils formeront par la suite le groupe Bow Wow Wow.
Adam Ant, se retrouve donc seul, mais garde le nom de son groupe. Il sait qu'il doit agir vite et former une nouvelle bande, ce qu'il fera après avoir pris contact avec Marco Pirroni. Le groupe est alors constitué de Marco Pirroni à la guitare, Kevin Mooney à la basse, Terry Lee Miall et un certain Merrick aux percussions. Adam Ant reste le chanteur et leader. Pirroni, qui faisait partie des tout premiers membres de Siouxsie and the Banshees, devient un membre influent du groupe et coécrit beaucoup de chansons avec Adam Ant. « Merrick », quant à lui, est Chris Hughes, futur producteur de Tears for Fears. Le premier album sorti avec cette nouvelle formation est Kings of the Wild Frontier, un énorme succès au Royaume-Uni. Cet album propulse le groupe sur le devant de la scène et séduit les Nouveaux Romantiques. Plusieurs singles sont tirés de cet album et remportent un bon succès un peu partout, y compris Dog Eat Dog, et la plutôt auto-référentielle Ant Music.

### Continuité et séparation (1981–1982)
Le single le plus connu de cette époque est Stand and Deliver (1981). Dans le clip, Adam Ant est habillé en dandy bandit de grand chemin et se laisse aller à ses tendances exubérantes. Le single entre directement à la première place du Top 40 au Royaume-Uni, et y reste classé durant de nombreuses semaines. Plus tard cette même année, un autre album connaît un énorme succès, Prince Charming. Cependant, Adam Ant commence à être fatigué de la vie de groupe. De plus, les autres membres commencent à être quelque peu lassés du fait que la célébrité ne rejaillisse en définitive que sur Adam Ant, et que le groupe glisse vers la mouvance principale du moment, la musique pop ; durant un concert, Kevin Mooney quitte la formation.
Au début des années 1980, le groupe restructuré essaye de se rattacher au « rap blanc » (emmené par le Duck Rock de Malcolm McLaren) avec un Ant Rap. Ce sera la dernière fois qu'il sera classé dans un Top 10. Ant Rap atteint la troisième place des classements en janvier 1982.

## Post-activités
Adam Ant se lance alors dans une carrière solo, ne gardant que Marco Pirroni pour l'aider à écrire les paroles et les mélodies de ses chansons. Il connaît quelques succès (notamment aux États-Unis) avec l'album Friend or Foe et avec des singles comme Goody Two Shoes ; cependant sa popularité ne cesse de décliner. Au milieu des années 1980, il sombre petit à petit dans l'anonymat. En 1986, il fait une apparition au côté de Pierce Brosnan dans Nomads, un film de John McTiernan. En 1995 sort Wonderful, dernier album studio des décennies 1990-2000. Le single éponyme remporte un certain succès commercial et le groupe remonte sur scène dans de petites salles du Royaume-Uni et des États-Unis. Cependant, des problèmes de santé frappent simultanément Ant et Pirroni au cours de la tournée, mettant prématurément fin à l'expérience. Après cet épisode, Adam Ant disparaît de la scène musicale pendant près de deux décennies.
Au début des années 2000, souffrant de dépression nerveuse, il est placé dans une institution psychiatrique. Il tente ensuite plusieurs retours. Quelques versions, inédites sur album, de ses premières chansons, réunies dans un coffret nommé Antbox, connaissent un certain succès. Dans le film Marie-Antoinette de Sofia Coppola (2006), l'apparence physique du personnage du comte Axel de Fersen est une référence à Adam Ant. La fin des années 2000 voit la sortie de trois albums, dont un live et deux compilations, constituées respectivement d'enregistrements en concert et de singles.
Le neuvième album studio avec Adam Ant au chant sort 18 ans après le précédent : après plusieurs rumeurs de réapparition prochaine courant sur Internet et dans les magazines musicaux depuis le début des années 2010, le chanteur revient effectivement sur scène d'abord, puis sur enregistrement avec Adam Ant is the Blueblack Hussar in Marrying the Gunner’s Daughter, qui paraît en janvier 2013.

## Discographie
Sous le nom de Adam and the Ants :
- 1979 : Dirk Wears White Sox
- 1980 : Kings of the Wild Frontier
- 1981 : Prince Charming

Sous le nom de Adam Ant :
- 1982 : Friend or Foe (octobre 1982)
- 1983 : Strip
- 1985 : Vive le Rock
- 1990 : Manners and Physique
- 1995 : Wonderful
- 2008 : Live at the Bloomsbury (enregistrement en concert)
- 2009 : Adam Ant Boxlive  (compilation d'enregistrements en concert)
- 2013 : Adam Ant Single 79 91 (compilation de singles)
- 2013 : Adam Ant is the Blueblack Hussar in Marrying the Gunner’s Daughter

## Vidéographie
- 2006 : Stand and Deliver : The Very Best of Adam and the Ants (compilation de clips)